# Eparchia di Naberežnye Čelny

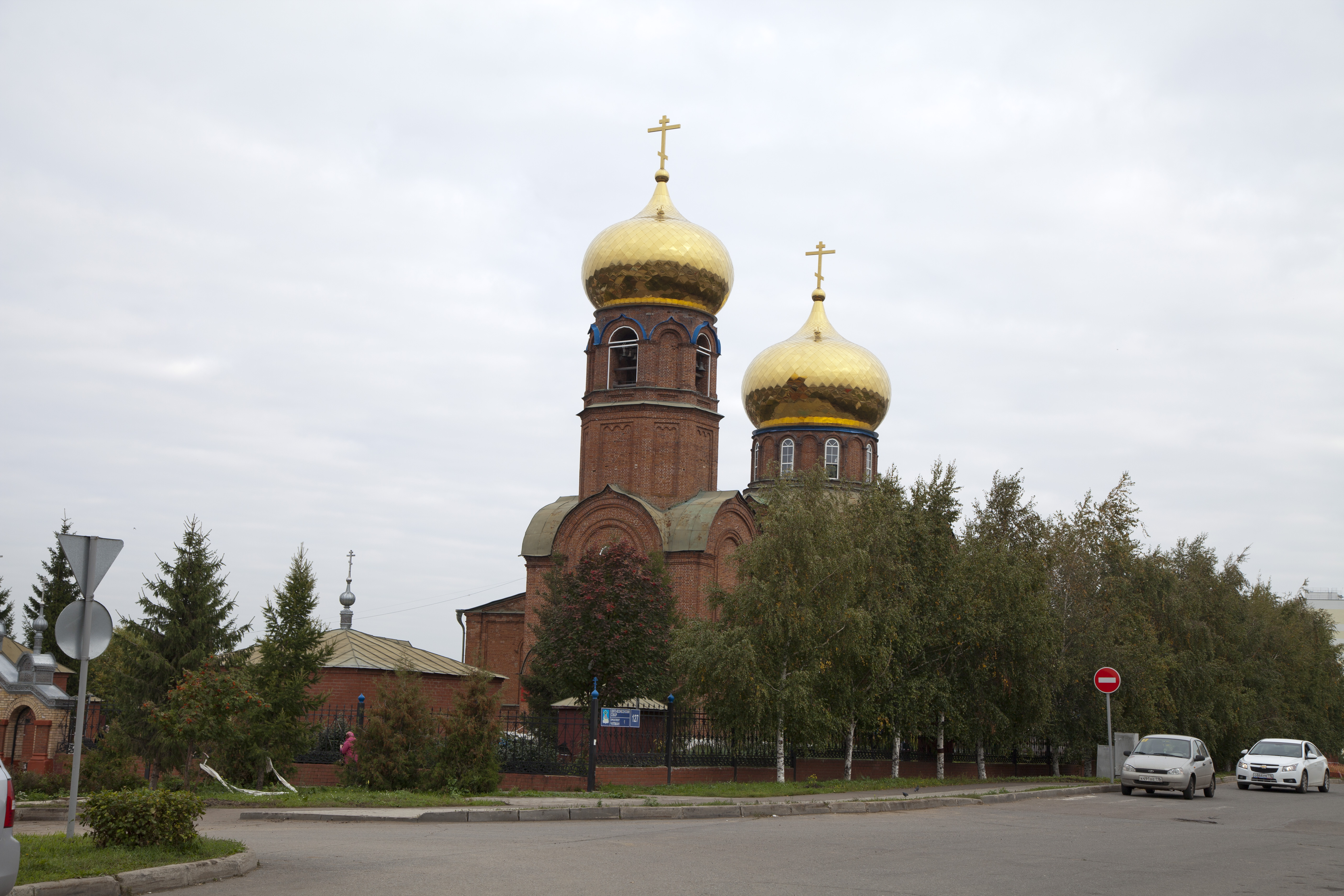
La chiesa dell'Ascensione di Naberežnye Čelny.

L'eparchia di Naberežnye Čelny' (in russo Набережночелнинская епархия?) è una diocesi della Chiesa ortodossa russa, appartenente alla metropolia del Tatarstan.

## Territorio
L'eparchia comprende la città di Naberežnye Čelny, e i rajon Agryzskij, Elabužskij, Mendeleevskij, Menzelinskij e Tukaevskij nella repubblica del Tatarstan.
Sede eparchiale è la città di Naberežnye Čelny.
L'eparca ha il titolo ufficiale di «eparca di Naberežnye Čelny e Elabuga».

## Storia
L'eparchia è stata eretta dal Santo Sinodo della Chiesa ortodossa russa il 25 luglio 2024 ricavandone il territorio dall'eparchia di Kazan', e contestualmente è entrata a far parte della metropolia del Tatarstan.